# Monetni
Monetni (en rus: Монетный) és un poble (un possiólok) de l'óblast de Sverdlovsk, a Rússia, segons el cens del 2022 tenia 5.633 habitants.